# Joseph Barr Kiddoo
Joseph Barr Kiddoo (31 mars 1837 – 19 août 1880) est un général de l'armée de l'Union au cours de la guerre de Sécession, et commissaire adjoint du bureau des affranchis au Texas, en 1866 et 1867,.

## Guerre de sécession
Le 25 avril 1861, Joseph B. Kiddoo s'enrôle en tant que soldat dans le 12th Pennsylvania Infantry et est déchargé de ses obligations le 5 août suivant(p331). Le 1er novembre 1861, il retourne dans l'armée des volontaires dans le 63rd Pennsylvania Infantry et atteint de grade de premier sergent avant d'être libéré honorablement du service le 24 août 1862(p331). Le lendemain, il est nommé lieutenant-colonel du 137th Pennsylvania Infantry(p331). Il participe à la campagne de la Péninsule(p47).
Il est promu colonel du régiment le 15 mars 1863(p331). Il participe à la campagne de Chancellorsville(p47). Du 18 juin au 22 juillet 1863, il est au camp Howe dans le département de Monongahela(p331-332).
Le 5 octobre 1863, il est nommé commandant dans le 6th U.S.C. Infantry(p332). Il est promu colonel du 22nd U.S.C. Infantry le 6 janvier 1864(p332). Le 5 mai 1864, Kiddoo fait débarquer le 22nd U.S.C Infantry à Wilson's Wharf et le 21 participe aux combats au fort Powhatan(p93)
Il est blessé à la hanche lors de la bataille de Darbytown Road le 27 octobre 1864(p332). Il ne recouvra jamais totalement de sa blessure, gardant des douleurs et souvent incapacité(p47). Le 15 juin 1865, il est breveté brigadier général pour son action à Petersburg malgré des accusations d'avoir un « cerveau obsédé par le whisky »(p332),(p47). Il est breveté major général le 4 septembre 1865.

## Après la guerre
Joseph B. Kiddoo est commissaire adjoint du bureau des affranchis pour le Texas du 2 avril 1866 au 24 janvier 1867(p332). Dans cette fonction, il montre une attitude conservatrice, encourageant les éléments les plus répressifs de la loi sur le travail nordiste. Il forge ainsi une alliance avec les planteurs pour contrôler le travail des afro-américains(p127). Il insiste ainsi sur le fait de leur inculquer l'intangibilité des contrats et de la nécessité d'être travailleur, espérant ainsi rassurer les planteurs sur l'action du bureau(p127). Le 28 juillet 1866, il est promu lieutenant-colonel de l'armée régulière et quitte le service actif le 28 janvier 1867(p332).
Le 2 mars 1867, il obtient les brevets de colonel et de brigadier général de l'armée régulière, respectivement pour son action à Petersburg et celle à Fair Oaks(p332).
Après son départ du Texas, il est affecté dans le département des lacs puis à New York pour un service de recrutement(p48). En 1867, il est admis au barreau du comté d'Allegheny en Pennsylvanie(p48).
Il est non affecté le 15 mars 1869 et prend sa retraite avec le grade de brigadier général le 15 décembre 1870(p332).
Il rejoint la National Rifle Association. Il fait partie de ceux qui porte le cercueil de George Armstrong Custer(p48).
Joseph B. Kiddoo meurt à New York le 19 août 1880 et est enterré dans le cimetière national de West Point(p332).